# Quentin Valançon

a Compétitions nationales et continentales officielles uniquement.

b Matchs officiels uniquement.
Dernière mise à jour le 1 mai 2015.
Quentin Valançon, né le 31 mars 1989 à Paris est un joueur français de rugby à XV évoluant aux postes de centre ou d'ailier au sein de l'effectif du SC Albi.

## Biographie
Formé au Stade français Paris, il est prêté pendant la saison 2009-2010 à l'Union Bordeaux Bègles, avant de revenir au Stade français où il enchaine une dizaine de rencontres en catégorie professionnelle.
Entre-temps, il compte des sélections avec l'équipe de France en catégorie junior, avec les moins de 18, 19[réf. nécessaire], et 20 ans, puis en universitaire[réf. nécessaire]. Il fait partie de la promotion Albert Ferrasse au Pôle France (2007-2008) après être passé au pôle espoirs du lycée Lakanal.  
Il signe en 2012 à la Section paloise, où il lance réellement sa carrière en disputant 31 rencontres en 2 ans, tout en inscrivant 4 essais. En 2014, il signe au SC Albi en compagnie de ses coéquipiers Afusipa Taumoepeau et André Hough. 
Malheureusement, trois opérations consécutives (2 fois les adducteurs, hernie discale) l'éloigne des terrains pendant presque deux saisons. il est contraint de mettre un terme à sa carrière professionnelle en 2016.  
Il a en parallèle de sa carrière, suivi une formation au Centre de formation et de perfectionnement des journalistes (CFPJ) en plus d'une année à l'ISCPA. 